# ویکتور دیوگو
ویکتور دیوگو (انگلیسی: Víctor Diogo؛ زادهٔ ۹ آوریل ۱۹۵۸) بازیکن فوتبال سابق اهل اروگوئه است.
از باشگاه‌هایی که در آن بازی کرده‌است می‌توان به پالمیراس، باشگاه فوتبال پنیارول، و تیم ملی فوتبال اروگوئه اشاره کرد.
وی همچنین در تیم ملی فوتبال Uruguay بازی کرده‌است.